# Charlie Wernham
Charlie Wernham es un actor y comediante inglés, más conocido por haber interpretado a Robbie Roscoe en la serie Hollyoaks.

## Biografía
Es hijo de Dave Wernham.

## Carrera
En 2009 interpretó a Danny Moore en la serie británica The Inbetweeners.
En 2010 apareció como invitado en un episodio de la tercera temporada de la serie Ashes to Ashes, donde dio vida a Barney Wright. En 2012 se unió al elenco de la serie Bad Education, donde interpretó al estudiante Mitchell Harper. El 2 de abril de 2013, se unió al elenco principal de la serie británica Hollyoaks, donde interpretó al problemático Robbie Roscoe hasta el 28 de marzo de 2016.

## Filmografía

### Series de televisión
| Año         | Título                          | Personaje       | Notas                         |
| ----------- | ------------------------------- | --------------- | ----------------------------- |
| 2013 - 2016 | Hollyoaks                       | Robbie Roscoe   | 260 episodios                 |
| 2016        | Mad World                       | Jason           | episodio "Summer" - miniserie |
| 2012 - 2014 | Bad Education                   | Mitchell Harper | 17 episodios                  |
| 2012        | Some Girls                      | Estudiante      | episodio # 1.2                |
| 2009 - 2010 | School of Comedy                | Taxista         | 8 episodios                   |
| 2010        | Ruddy Hell! It's Harry and Paul | Tyrone Benefit  | episodio # 3.1                |
| 2010        | Ashes to Ashes                  | Barney Wright   | episodio # 3.3                |
| 2009        | The Inbetweeners                | Danny Moore     | episodio "Work Experience"    |

### Películas
| Año  | Título                  | Personaje       | Notas |
| ---- | ----------------------- | --------------- | --- |
| 2015 | The Bad Education Movie | Mitchell Harper | junto a Iain Glen, Lindsay Adams, Kae Alexander, Jack Binstead, Paul Blackwell, David Brain y Dominic Coleman |